# ضفدع بحيرة لاس ميناس
ضفدع بحيرة لاس ميناس (الاسم العلمي: Rana chichicuahutla) (بالإنجليزية: Las Minas Lake frog)‏ هو نوع من الحيوانات يتبع جنس الضفدع الحقيقي من فصيلة الضفادع الحقيقية.